# Cámara de Representantes de Bielorrusia
Según la Constitución de 1996, la Cámara de Representantes (en bielorruso: Палата Прадстаўнікоў, en ruso: Палата Представителей) es la cámara baja de la  Asamblea Nacional de Bielorrusia.
Está compuesto por 110 diputados elegidos por sufragio universal, igual, libre y directo en votación secreta (artículo 91) por períodos de 4 años bajo un sistema de escrutinio mayoritario uninominal. Cualquier ciudadano de 21 años puede ser elegido a la Cámara (artículo 92). Las funciones de la Cámara son considerar proyectos de leyes y otros asuntos del gobierno; debe aprobar la nominación de un Primer Ministro (artículo 97); y puede dar un voto de censura al gobierno (artículo 97).

## Poderes
Los proyectos de ley aprobados por la Cámara de Representantes se envían al Consejo de la República para su consideración dentro de los cinco días posteriores, y los proyectos considerarán dentro de un plazo no mayor de veinte días.
Los poderes especiales otorgados solo a la Cámara de Representantes son:
- Evaluar proyectos de ley presentados por el Presidente o presentados por no menos de 150 mil ciudadanos de la República de Bielorrusia.
- Evaluar proyectos de ley, incluidas las directrices de la política nacional y exterior de la República de Bielorrusia; la doctrina militar; ratificación y denuncia de tratados internacionales;
- Convocar elecciones presidenciales;
- Otorgar consentimiento al Presidente con respecto al nombramiento del Primer Ministro;
- Evaluar el informe del Primer Ministro sobre la política del Gobierno y aprobarlo o rechazarlo; un segundo rechazo por parte de la Cámara de la política del Gobierno es una expresión de desconfianza hacia el mismo.

En la práctica, la Cámara de Representantes tiene poco poder real. Tiene poco control sobre el gasto del gobierno; no puede aprobar una ley para aumentar o disminuir el presupuesto sin el consentimiento presidencial. Ha sido dominada por los partidarios del presidente Alexander Lukashenko desde su creación. El sistema político bielorruso concentra casi todo el poder de decisión en manos del presidente, y casi no hay oposición a las decisiones ejecutivas.
A raíz de las elecciones parlamentarias bielorrusas de 2019, la oposición bielorrusa perdió todos sus escaños en la institución, y en consecuencia cada diputado electo apoya al presidente Alexander Lukashenko.